# Härlunda landskommun, Västergötland
Härlunda landskommun var en tidigare kommun i dåvarande Skaraborgs län.

## Administrativ historik
Kommunen inrättades i Härlunda socken i Skånings härad i Västergötland när 1862 års kommunalförordningar trädde i kraft. 
Vid Kommunreformen 1952 uppgick kommunen i Ardala landskommun som 1971 uppgick i Skara kommun.